# 摩蘇爾陷落
摩蘇爾陷落於2014年6月10日發生。伊拉克和沙姆伊斯蘭國（即後來的伊斯蘭國）武裝分子在2014年6月6日至6月10日的戰鬥後，攻佔伊拉克北部最大城市、尼尼微省首府摩苏尔。

## 戰役前形勢
駐守摩蘇爾的伊拉克陸軍第2師和第3師共有約25,000－30,000人，聯邦警察有10,000人，本地警察有30,000人。由於伊拉克安全部隊腐敗問題嚴重，不少人通過賄賂上級可以白領工資不值勤，可戰鬥人員的實際人數遠少於表面數字，有官員估計在摩蘇爾的可戰鬥人員實際上不超過10,000人。此外，伊拉克安全部隊因為各種問題而普遍士氣低落。
2014年5月下旬，伊拉克安全部隊在摩蘇爾拘捕7名伊斯蘭國成員，得知該組織計劃於6月初對摩蘇爾展開攻勢。尼尼微省的行動指揮官Mahdi Gharawi向上級要求增援，卻不得要領。
2014年6月4日，伊斯蘭國的伊拉克軍事領導人Abu Abdulrahman al-Bilawi在摩蘇爾遭到聯邦警察圍捕，引爆炸彈自殺身亡。
2014年6月5日起，摩蘇爾市內實施宵禁。

## 進攻
2014年6月6日凌晨，武裝分子的車隊從西面駛抵摩蘇爾，突破防守薄弱的政府部隊檢查站，進入市區西部襲擊政府部隊和搶奪武器裝備。
6月7日，伊拉克軍方副參謀總長Abboud Qanbar和伊拉克陸軍地面部隊指揮官Ali Ghaidan Majid抵達摩蘇爾，當地政府部隊的最高指揮權交到他們手中。同日庫爾德斯坦自治政府總統提出派遣佩什梅格部隊增援摩蘇爾，被馬利基政府拒絕。
從6月6日開始，至8日下午，至少400名武裝分子乘坐超過100輛車輛進入摩蘇爾。早前於市內潛伏的武裝分子與他們裡應外合，加入戰鬥。
到6月9日，摩蘇爾的本地警察只有少數人仍在西部市區抵抗武裝分子，大部分人不是逃跑就是投向敵方。尼尼微省省長的顧問要求軍方動用在摩蘇爾東部的第2師進行反攻，被Qanbar和Gharawi拒絕。當晚Qanbar和Ghaidan把指揮部移至城東邊緣的一個基地，士氣本已低沉的守軍看到兩位將領的車隊駛走，以為其他政府部隊已經潰逃，引發守軍士氣全面崩潰，紛紛丟下陣地逃跑，連東部的第2師也土崩瓦解。到6月10日正午，武裝分子已控制市內大部分區域。武裝分子在摩蘇爾國際機場擄獲多架沒有撤離的直升機。政府軍士兵紛紛丟下武器，換上平民裝束混入平民堆中逃離摩蘇爾。

## 事後
伊斯蘭國武裝分子攻陷摩蘇爾後，屠殺至少600名當地監獄囚犯，大多數是什葉派。
有報道指伊斯蘭國從摩蘇爾的伊拉克中央銀行分行掠取總值超過4億美元的現金。不過後來另有報導指出此事為誤傳。

## 參看
- 解放摩蘇爾